# 區雪兒
區雪兒，著名音樂影片導演、廣告、電影及紀錄片製作人、攝影師及藝術家，活躍於中、港、臺三地，近年亦致力於媒體藝術的創作。

## 簡介[1]
畢業於紐約州立大學電影學院，1992年回流香港，及後活躍於中、港、台樂壇，參與製作大量音樂影片，跟區雪兒合作過的藝人上百，當中包括劉德華、王菲、黃耀明、張學友、陳奕迅、容祖兒、張信哲、楊千嬅、草蜢、盧凱彤、譚維維、關淑怡、王菀之、吳雨霏、彭羚等。
同年，區雪兒憑藉作品《To Hide and Seek》，赢得第16屆香港國際電影節傑出電影獎。
1995年，區雪兒創辦「自己製造」製作公司，投身廣告創作。其首個客戶為周生生珠寶，時尚、唯美的風格替區雪兒在廣告業界打響名堂。她更是首個華裔導演，接拍克里斯汀·迪奧（Christian Dior）為打入中國市場，計劃製作的首部廣告。與區雪兒合作過的品牌包括，摩托羅拉（Motorola）、寶潔公司（P&G）、聯合利華（Uniliver）、歐莱雅（Loreal）、麥當勞（McDonald's）、索尼（Sony）、耐克（Nike）、中國銀行（Bank of China）等。
2006年，區雪兒執導電影《明明》，作品獲邀參展釜山、台灣、上海及香港國展電影節。
2011年，區雪兒應劉鎮偉邀請，擔任《東成西就2011》的音樂指導。
區雪兒亦有為演唱會拍攝「MusiDocu」，她稱之為一樣結合音樂及紀錄片的實驗性作品，作品有張學友的《學與友93世界巡迴演唱會》、陳奕迅的《Moving On Stage》 及 《Duo》 等。2012年，她為王菲舉行的巡迴音樂會拍攝了作品《Faye Reborn》。
同年，區雪兒替內衣品牌都市麗人拍攝廣告，由林志玲擔任女主角。長達90秒的「足本版」在網上熱播，點擊率逾百萬，幫助都市麗人在一年後成功上市。
2013年，區雪兒應麥浚龍邀請，與 瑞克·傑內斯特合作，拍攝新作《鶴頂紅》的音樂影片。
2015年，最新劇本Crazy Girls Dancing Club（暫名）入選德國Medienboard Berlin-Brandenburg，並獲邀到柏林作為駐場藝術家。
2016年，受Nipkow Programme邀請前往柏林作為駐場藝術家，並創作電視劇集系列。同年，夥拍周耀輝及馮穎琪製作多媒體劇場《剎那的烏托邦》，邀請多位歌手表演歌曲，包括黃耀明、麥俊龍、林二汶及岑寧兒，並於香港新視野藝術節上演。

## 傑出作品

### 廣告
| 年份   | 合作商戶 | 作品名稱（英文）          | 備註                                                 |
| ------ | -------- | ------------------------- | ---------------------------------------------------- |
| 2007年 | 海爾     | As Tears Go By            | 獲洛杉磯電影大獎                                     |
| 2007年 | 淨洗髮水 | Xiao S, My attitude       | 獲Effie廣告效益大獎                                  |
| 2003年 | 維他奶   | Gor Yin Hai – P. E. Class | 獲香港廣告商會創意大獎優異獎及時報世界華文廣告獎銀獎 |
| 2003年 | 維他奶   | Gor Yin Hai – Basketball  | 獲時報世界華文廣告獎銀獎                             |
| 2001年 | 維他奶   | Hot Vitasoy – Cold Orange | 獲香港廣告商會創意大獎銀獎                           |
| 2001年 | 麥當勞   | $8 Promotion              | 獲香港廣告商會創意大獎銀獎                           |
| 1998年 | 東亞銀行 | Imagery                   | 入圍香港廣告商會創意大獎                             |

### 音樂影片
| 年份   | 歌曲             | 合作藝人 | 備註                                                                |
| ------ | ---------------- | -------- | ------------------------------------------------------------------- |
| 2008年 | Why              | 范曉萱   | 獲台灣金曲獎最佳音樂錄影帶獎                                        |
| 2003年 | 想得太遠         | 容祖兒   |                                                                     |
| 2003年 | 十面埋伏         | 陳奕迅   |                                                                     |
| 1999年 | 一枝花           | 彭羚     |                                                                     |
| 1999年 | 給我愛過的男孩們 | 彭羚     |                                                                     |
| 1998年 | 半途而廢         | 王菲     | 獲新城電台年度最佳音樂影片大獎及台灣 Channel V 年度最佳音樂影片大獎 |
| 1997年 | 用情             | 張信哲   | 獲音樂電視網挑選為年度亞太區最佳音樂影片                            |
| 1996年 | Di-Dar           | 王菲     | 獲芝加哥國際電影節音樂影片獎銀獎                                    |
| 1996年 | 春光乍洩         | 黃耀明   | 獲芝加哥國際電影節音樂影片獎優異獎                                  |
| 1994年 | 不夜情           | 黃耀明   | 獲芝加哥國際電影節音樂影片獎金獎                                    |
| 1994年 | 我和你           | 梁雁翎   | 獲中央電視台音樂影片獎金獎                                          |
| 1994年 | 珍惜我的真心     | 金城武   | 收錄於「標準情人」專輯中                                            |
| 1993年 | 情網             | 張學友   | 獲音樂電視網挑選為年度亞太區最佳音樂影片                            |

### 電影
| 年份   | 作品名稱              | 合作藝人             | 備註                                                   |
| ------ | --------------------- | -------------------- | ------------------------------------------------------ |
| 2007年 | 明明                  | 周迅、吳彥祖、楊祐寧 | 獲邀參展釜山、台灣、上海及香港國展電影節               |
| 2004年 | 牆前明月光            | 林嘉欣、潘迪華       |                                                        |
| 2004年 | Fable 4:30pm（英文）  |                      | 獲釜山電影節邀請參與其 PPP (Pusan Promotion Plan) 計劃 |
| 1993年 | Hide and Seek（英文） |                      | 獲第16屆香港國際電影節傑出電影獎                       |

## 藝術創作
區雪兒是香港活躍的藝術家，擅長於攝影及裝置藝術（Installation art）等各類藝術形式。
早於1997年，她為王菲拍攝專輯《玩具》的封面照片。
2006年，她在銅鑼灣的書得起書店放置椅子和人體模型（Mannequins），然後讓書店四周的電視機在營業時段不間斷播放她製作的影像。作品名字為《HA！READ MV！》。
2007年，獲邀與漫畫家榮念曾（Danny Yung）合作，替其著作《天天向上》製作一項在上海展覽的藝術裝置。
2008年，替時裝品牌bread n butter，在倫敦拍攝一系列名為《Artists Series - Les Dancer》的照片。
2012年，為達明一派的兜兜轉轉演演唱唱會設計影像裝置。
2013年，應時裝雜誌《Elle》邀請，替其集團旗下新發行的《Elle Men》拍攝一系列照片，由藝人麥浚龍、設計師林樹鑫（SK Lam）跟藝術家劉米高（Michael Lau）擔任模特兒。作品名字分別是《Out of the Box》、《Renaissance Man》和《King of the Toy》。同年，她替雜誌《Bookazine》拍攝一系列名為《Body》的照片。
2017年，於北京Artopia Gallery舉行《昏世界風女人－World in daze， Women in wind》攝影展。

## 風格和概念
區雪兒的創作風格時尚、唯美、前衛。她的作品具濃厚女性文學（Feminist art）的影子，同時充分展現她對美學的追求，跟對浪漫主義（Romanticism）和意識流（Stream of consciousness）的探索。
愛情、慾望跟性別是區雪兒作品的常見題材。她曾經提到：「我相信，每個人的內心深處都有兩個性別，等待我們發掘。」
曾經有外國傳媒形容區雪兒是香港電影業的「答案」，媲美美國的斯派克·瓊斯（Spike Jonze）跟法國的米歇·龔德里（Michel Gondry）。

## 外部連結
- 區雪兒 個人網站（页面存档备份，存于）
- 區雪兒 FaceBook專頁
- 區雪兒在香港影庫上的簡介
- 區雪兒在互联网电影资料库（IMDb）上的資料（英文）（英文）
- 區雪兒在时光网上的簡介（简体中文）
- 區雪兒在豆瓣上的资料（简体中文）
- 時尚俠女的 MV武林 ─區雪兒的《明明》（页面存档备份，存于） 引自 放映週報（页面存档备份，存于）
- 《明明》導演訪問 - 區雪兒（页面存档备份，存于） 引自 新浪香港（页面存档备份，存于）
- 天王天后也折服的MV導演──區雪兒（页面存档备份，存于） 引自 30雜誌（页面存档备份，存于）
- 區雪兒愛用武俠調情 啟用演員讓觀眾想不到 引自 多維新聞
- Susie Au 光影越界（页面存档备份，存于） 引自 東方日報（页面存档备份，存于）
- Late Nights and Liberation（页面存档备份，存于）
- Visual Dreammaker - Handmade Films （页面存档备份，存于）
- 區雪兒：明明夢幻曲[永久] 引自 開眼電影網（页面存档备份，存于）
- 人物專訪：明明是區雪兒[永久] 引自 奇摩電影（页面存档备份，存于）
- 區雪兒獨家專訪：從MV 女王 到影壇新人引自 歪酷（页面存档备份，存于）